# 카리네 카지냔
카리네 카지냔(아르메니아어: Կարինե Ղազինյան, 1955년 1월 8일 아르메니아 예레반 ~ 2012년 12월 6일 미국 로스앤젤레스)은 아르메니아의 정치인이다.
1977년 국립 예레반 대학교를 졸업했다. 1997년부터 1999년까지 루마니아 주재 아르메니아 대사를 역임했으며 2001년부터 2009년까지 독일 주재 아르메니아 대사를 역임했다. 2011년 9월 8일부터 2012년 12월 6일까지 영국 주재 아르메니아 대사를 역임했다.